# Llista de mil·lennis
Això és una llista dels articles dels mil·lennis:

## Passat
- Mil·lennis XI aC i anteriors
- Mil·lenni X aC
- Mil·lenni IX aC
- Mil·lenni VIII aC
- Mil·lenni VII aC
- Mil·lenni VI aC
- Mil·lenni V aC
- Mil·lenni IV aC
- Mil·lenni III aC
- Mil·lenni II aC
- Mil·lenni I aC
- Mil·lenni I
- Mil·lenni II

## Present
- Mil·lenni III

## Futur
- Mil·lenni IV
- Mil·lenni V
- Mil·lenni VI
- Mil·lenni VII
- Mil·lenni VIII
- Mil·lenni IX
- Mil·lenni X
- Mil·lennis posteriors